# پالوما بلوید
پالوما بلوید (به انگلیسی: Paloma Bloyd) بازیگر اسپانیایی-آمریکایی است.
از فیلم‌های معروف او می‌توان به فیلم‌های نور سرد روز و ببخشید اگر عشق صدایت می‌زنم اشاره کرد.